# 東京都レンジャー
東京都レンジャー（とうきょうとれんじゃー、英：Tokyo Metropolitan Govemment Ranger)は東京都の自然保護指導員の通称。正式名称は東京都自然保護指導員、都レンジャーとも呼ばれる。東京都の環境局と総務局小笠原支庁に所属する専門委員である。

## 概要
平成16年（2004年）に地方自治体初のレンジャー制度として発足。多摩地域の高尾に5名、奥多摩・御嶽の2箇所に各4名、檜原に3名、小笠原地域の父島に5名、母島に4名の計6箇所に25名配置されている。東京都内の国立公園、国定公園、都立自然公園が活動範囲。
主な業務として、
- 利用マナー普及啓発や指導
- 動植物の密猟や盗掘などの不正行為の監視
- 公園施設や登山道などの管理・応急補修
- 動植物の継続的な観測・監視
- 利用者への自然解説やルート解説、意見・情報の収集

などを行う。
また、小笠原地域では、動植物の持ち込み持ち出しの検査や移入種対策への協力と観光業者への指導、

多摩地区では、東京都レンジャーのサポートを行うボランティア組織（サポートレンジャー）の養成・指導も行っている。
国立公園の管理者としては以前から環境省の自然保護官（パークレンジャー）がいるが、現実的には業務の殆どを許認可等のデスクワークが占めておりなかなか現場にでる機会を作れないのが現状である。東京都レンジャーには東京都の面積のうち実に36％を占める自然公園に対しこれまでの行政には行えなかった現場重視でのきめ細かい活動を求められている。

## 名誉隊長
東京都レンジャー発足の足掛かりを作った野口健が名誉隊長に任命されている。

## 協力企業
東京都レンジャー事業に賛同した企業から物品の提供を受けている。
- 丸紅フットウェア（MERRELL）：靴
- モンベル：制服、レインウェア、登山用品